# Kềm Nghĩa
Kềm Nghĩa là tên gọi tắt của Công ty Cổ phần Kềm Nghĩa, là một công ty Việt Nam chuyên sản xuất, kinh doanh các sản phẩm chăm sóc móng như kềm cắt móng và da, giũa móng, bấm móng, sơn móng... và các dịch vụ chăm sóc sắc đẹp.
Theo thống kê hiện nay các sản phẩm của Kềm Nghĩa chiếm 80% thị phần tại Việt Nam, được công nhận là thương hiệu quốc gia. Ngoài việc phân phối mạnh trong nước với mạng lưới 187 nhà phân phối đều 64 tỉnh thành, sản phẩm Kềm Nghĩa còn có mặt tại trên 25 nước trên thế giới. Hiện nay Kềm Nghĩa đã xây dựng được 3 nhà máy với tổng mặt bằng sản xuất là 20,000 mét vuông và đang xây dựng thêm 1 nhà máy mới, với sự đa dạng về sản phẩm, Kềm Nghĩa hiện có trên 100 các sản phẩm chăm sóc móng.

## Lịch sử
- Năm 1980: Khởi nghiệp với 1,5m2 mặt bằng và một ít đồ nghề mài kềm.
- Năm 1992: Thành lập cơ sở sản xuất dụng cụ làm móng mang tên “Nghĩa Sài Gòn” với tổng diện tích nhà xưởng 200 m2 và lực lượng lao động chủ yếu là những thành viên trong gia đình.
- Năm 2000: Công ty TNHH Cơ khí Kềm Nghĩa được thành lập.
- Năm 2006: thiết lập mạng lưới phân phối sản phẩm tại thị trường Mỹ.
- Năm 2008: Công ty đã tiến hành chuyển đổi từ TNHH sang hình thức cổ phần

## Danh hiệu
- Thương hiệu quốc gia[4]
- Giải thưởng sao vàng đất Việt[5]
- Hàng Việt Nam chất lượng cao[6]
- Top 100 thương hiệu mạnh toàn quốc[7]
- Business Asean Award

## Hệ thống nhà máy
Kềm Nghĩa có 3 nhà máy sản xuất, gồm nhà máy tại khu công nghiệp Tây Bắc Củ Chi, nhà máy tại Hóc Môn, Nhà máy tại Khu công nghiệp Xuyên Á - Long An, với tổng diện tích gần 20.000 m2. Cả ba nhà máy đều được trang bị máy móc thiết bị hiện đại, tự động và bán tự động, quy trình công nghệ tiên tiến.
Nhà máy tại khu công nghiệp Tân Phú Trung: Nhà máy được xây dựng tại lô B4, đường D4, khu công nghiệp Tân Phú Trung, huyện Củ Chi, Tp.HCM, với tổng số vốn đầu tư là 298 tỷ đồng đang được xây dựng và dự kiến hoàn thành vào tháng 6 năm 2019 với công suất gấp đôi và chất lượng sản phẩm đạt chất cao.